# Alejandro González Rojas
Alejandro González Rojas (3 marzo 1955) è un ex calciatore costaricano, di ruolo portiere.

## Caratteristiche tecniche
Era bravo nelle uscite uno contro uno.

## Carriera

### Club
González entrò nella prima squadra dell'Alajuelense nel 1978; l'anno seguente trascorse la stagione alla Ramonense, formazione con cui giocò spesso e fornì prestazioni positive. Pertanto, nel 1980 tornò all'Alajuelense: fu scelto come titolare del club, e conservò il posto per varie stagioni a seguire. Nel campionato 1982-1983 stabilì il primato d'imbattibilità per un portiere dell'Alajuelense, mantenendo inviolata la propria porta dal 15 maggio 1982 (12ª giornata di campionato) al 18 luglio 1982 (21ª), per un totale di 844 minuti. Nel 1986 vinse la massima competizione centroamericana per club, la CONCACAF Champions' Cup, giocando da titolare entrambe le finali contro il Transvaal. Nel 1987 disputò le due gare di Coppa Interamericana contro il River Plate. Si ritirò poi nel 1991.

### Nazionale
Fu convocato per Los Angeles 1984, e durante i Giochi scese in campo in un'occasione, a Palo Alto contro l'Egitto. Nel 1985 giocò 6 partite valide per le qualificazioni al campionato del mondo 1986.

## Palmarès

### Club

#### Competizioni nazionali
- Campionato costaricano: 4

Alajuelense: 1979-1980, 1982-1983, 1983-1984, 1990-1991

#### Competizioni internazionali
- CONCACAF Champions' Cup: 1

Alajuelense: 1986